# 오닐 (의류)
오닐(영어: O'Neill)는 미국의 의류 기업이다. 1952년 잭 오닐에 의해 캘리포니아 샌프란시스코에서 창립되었다. 창립 당시에는 서프보드와 서프웨어, 즉 서핑의류를 제작하는 기업이었다. 오늘날에도 서핑과 관련된 의류를 생산하며, 캐쥬얼 의류를 제작하고 있다. 현재 오닐의 소유권은 룩셈부르크의 기업인 시스코섬유에게 있다.